# Blastobotrys muscicola
Blastobotrys muscicola är en svampart som beskrevs av Kurtzman 2007. Blastobotrys muscicola ingår i släktet Blastobotrys och familjen Trichomonascaceae.   Inga underarter finns listade i Catalogue of Life.